# Тирбах, Тассило
Тасси́ло Ти́рбах (нем. Tassilo Thierbach; 21 мая 1956, Карл-Маркс-Штадт — 19 апреля 2025, Хемниц) — фигурист из ГДР, чемпион мира и Европы.

## Карьера
Тассило катался в клубе СК «Карл-Маркс-Штадт» и поменял четыре партнёрши (Роми Кермер, Антье Хек, Петра Ронге, Сиьвия Вальтер), прежде чем встал в пару с Сабиной Бесс. Тренировался у известного тренера Ирены Зальцманн, в 1977 году, после второй подряд бронзы на чемпионате ГДР, пара попала в сборную страны. Ирена Зальцман исповедовала спортивный, атлетичный стиль и делала ставку на сложные индивидуальные элементы (прежде всего выброс тройной риттбергер). Быстро прогрессируя, пара заняла 3-е место на чемпионатах Европы и мира в 1979. Затем в карьере наступил некоторый спад, Т. Тирбах перенёс травму и операцию мениска, из-за чего пара пропустила чемпионат ГДР и Европы в 1981 году. Однако восстановившись к чемпионату мира, показала уверенную и сложную программу с необычно сложным набором выбросов: тройной риттбергер, тройной тулуп, двойной аксель и двойной риттбергер (последний был впервые выполнен сразу на выходе из поддержки). В сезоне 1981/82 годов пара добилась наибольших успехов и выиграла чемпионаты ГДР, Европы и мира, везде чистейше, в темпе, чётко и синхронно исполнив сложные программы. На чемпионате мира в 1983 году вновь чистейше исполнили обе программы, однако в острой борьбе проиграли одним судейским голосом советской паре Е. Валова — О. Васильев, которая освоила более сложный прыжок — тройной тулуп.
Неудачным оказались выступления пары на обеих олимпиадах, где фигуристы, будучи фаворитами, неожиданно ошиблись в короткой программе на несложных элементах: в 1980 году Т. Тирбах не смог поднять С. Бесс в обязательную несложную поддержку-лассо с одним оборотом, в 1984 году неожиданно исполнил вместо простейшего прыжка двойной риттбергер — лишь одинарный (канадский судья даже не заметил эту ошибку и не снизил оценку за технику).
Пара запомнилась мастерски выполненными выбросами (набор из тройного риттбергера и тройного тулупа и сегодня остаётся сложнейшим), которые исполняла в темпе, на высокой скорости, с огромным пролётом (поддержки всегда оставались слабым местом у пар из ГДР).
В 1990-х годах основал свою фирму Automaten Großaufstellung Tassilo Thierbach GmbH в Хайнихене, на долгие годы отойдя от фигурного катания, однако летом 2008 года известный тренер И. Штойер пригласил Т. Тирбаха в свою команду работать тренером с парами.
Скончался 19 апреля 2025 года в Хемнице.